# Åsane Fotball 2016
Questa voce raccoglie le informazioni riguardanti l'Åsane Fotball nelle competizioni ufficiali della stagione 2016.

## Stagione
Il 16 dicembre 2015 sono stati compilati i calendari in vista della nuova stagione, con l'Åsane che avrebbe disputato la 1ª giornata nel weekend del 3 aprile ospitando il Kongsvinger. La squadra ha chiuso la stagione al 10º posto finale, a quota 38 punti.
Il 1º aprile è stato sorteggiato il primo turno del Norgesmesterskapet 2016: l'Åsane avrebbe così fatto visita al Tertnes. Al secondo turno, la squadra è stata sorteggiata contro il Lysekloster. Al turno successivo, l'Åsane avrebbe ospitato l'Haugesund. In questa sfida, la squadra ha perso per 1-4, salutando così la competizione al terzo turno.
Joakim Hammersland è stato il calciatore più utilizzato in stagione, con 32 presenze tra campionato e coppa. Geir André Herrem è stato invece il miglior marcatore stagionale, con 18 reti tra tutte le competizioni.

## Maglie e sponsor
Lo sponsor tecnico per la stagione 2016 è stato Macron, mentre Sparebanken Vest è stato lo sponsor ufficiale. La divisa casalinga era composta da una maglietta arancione con il colletto nero, con pantaloncini e calzettoni neri.
| Casa | Trasferta |

## Rosa
| N. |                     | Ruolo | Calciatore               |
| -- | ------------------- | ----- | ------------------------ |
| 1  | Norvegia (bandiera) | P     | Eirik Østgaard           |
| 2  | Norvegia (bandiera) | D     | Martin Ueland            |
| 3  | Norvegia (bandiera) | D     | Eirik Wollen Steen       |
| 4  | Norvegia (bandiera) | C     | Sondre Bjørshol          |
| 4  | Norvegia (bandiera) | C     | Vegard Leikvoll Moberg   |
| 5  | Norvegia (bandiera) | D     | Jahn-Ove Wiik            |
| 6  | Ghana (bandiera)    | C     | Fuseini Mohammed         |
| 7  | Norvegia (bandiera) | C     | Marius Hagen             |
| 7  | Norvegia (bandiera) | C     | Marcus Stueland          |
| 8  | Norvegia (bandiera) | D     | Fredrik Pallesen Knudsen |
| 9  | Norvegia (bandiera) | A     | Øystein Myrkaskog        |
| 9  | Norvegia (bandiera) | A     | Niklas Lerpold           |
| 10 | Norvegia (bandiera) | C     | Senai Hagos              |
| 11 | Norvegia (bandiera) | C     | Joakim Hammersland       |
| 12 | Norvegia (bandiera) | P     | Amund Wichne             |

| N. |                      | Ruolo | Calciatore                   |
| -- | -------------------- | ----- | ---------------------------- |
| 14 | Norvegia (bandiera)  | C     | Peter Aase                   |
| 15 | Norvegia (bandiera)  | D     | Sindre Austevoll             |
| 16 | Norvegia (bandiera)  | D     | Kevin Duré                   |
| 17 | Norvegia (bandiera)  | C     | Mathias Raum                 |
| 18 | Finlandia (bandiera) | D     | Roni Peiponen                |
| 19 | Norvegia (bandiera)  | C     | Simen Lassen                 |
| 20 | Norvegia (bandiera)  | C     | Stian Nygard                 |
| 21 | Norvegia (bandiera)  | C     | Joachim Soltvedt             |
| 22 | Norvegia (bandiera)  | D     | Mads Songve                  |
| 25 | Norvegia (bandiera)  | C     | Olve Opsvik                  |
| 26 | Norvegia (bandiera)  | C     | Simen Hatlebrekke            |
| 27 | Norvegia (bandiera)  | D     | Magnus Nybakken Bruun-Hansen |
| 29 | Norvegia (bandiera)  | C     | Kristoffer Stephensen        |
| 88 | Norvegia (bandiera)  | A     | Geir André Herrem            |
| 99 | Norvegia (bandiera)  | P     | Andreas Søreide              |

## Calciomercato

### Sessione invernale(dal 01/01 al 31/03)
| Arrivi | Arrivi                   | Arrivi        | Arrivi     |
| R.     | Nome                     | da            | Modalità   |
| ------ | ------------------------ | ------------- | ---------- |
| D      | Sindre Austevoll         | Sogndal       | definitivo |
| D      | Fredrik Pallesen Knudsen | Brann         | prestito   |
| D      | Roni Peiponen            | Molde         | prestito   |
| D      | Mads Songve              | Nest-Sotra    | definitivo |
| C      | Peter Aase               | Sogndal       | prestito   |
| C      | Joakim Hammersland       | Nest-Sotra    | definitivo |
| C      | Mathias Raum             | Brann         | prestito   |
| A      | Geir André Herrem        | Fyllingsdalen | definitivo |

| Partenze         | Partenze             | Partenze      | Partenze      |
| R.               | Nome                 | a             | Modalità      |
| ---------------- | -------------------- | ------------- | ------------- |
| P                | Martín Sanchez Olsen |               | svincolato    |
| D                | Jakob Glesnes        | Fyllingsdalen | fine prestito |
| D                | Rune Gravdal         | Follo         | definitivo    |
| A                | Magnus Nyborg        | Fyllingsdalen | definitivo    |
| Altre operazioni |                      |               |               |
| R.               | Nome                 | da            | Modalità      |
| A                | Geir André Herrem    | Fyllingsdalen | fine prestito |

### Sessione estiva(dal 21/07 al 17/08)
| Arrivi | Arrivi            | Arrivi | Arrivi     |
| R.     | Nome              | da     | Modalità   |
| ------ | ----------------- | ------ | ---------- |
| P      | Amund Wichne      | Viking | prestito   |
| D      | Sondre Bjørshol   | Vidar  | definitivo |
| C      | Marius Hagen      | HamKam | definitivo |
| C      | Fuseini Mohammed  | Jerv   | definitivo |
| A      | Øystein Myrkaskog | Førde  | prestito   |

| Partenze | Partenze               | Partenze      | Partenze      |
| R.       | Nome                   | a             | Modalità      |
| -------- | ---------------------- | ------------- | ------------- |
| D        | Roni Peiponen          | Molde         | fine prestito |
| D        | Jahn-Ove Wiik          | Fyllingsdalen | definitivo    |
| C        | Peter Aase             | Sogndal       | fine prestito |
| C        | Vegard Leikvoll Moberg | Sogndal       | definitivo    |
| C        | Marcus Stueland        | Fyllingsdalen | definitivo    |
| A        | Niklas Lerpold         |               | svincolato    |

## Risultati

### 1. divisjon

#### Girone di andata
| Arbitro: | Haugen (Rælingen) |

|                                          |           |  |
| Soltvedt 7’ Nystuen 67’ (aut.) Hagos 83’ | Marcatori |  |

| Arbitro: | Følstad Skarsem (Trondheim) |

|  |           |                      |
|  | Marcatori | 56’ Hagos 80’ Herrem |

| Arbitro: | Gjermshus (Oslo) |

|  |           |                |
|  | Marcatori | 23’ Fonn Witry |

| Strømmen 24 aprile 2016, ore 18:00 4ª giornata | Strømmen      | 0 – 0 referto | Åsane | Strømmen Stadion (282 spett.)\| Arbitro: \| Hansen (Oslo) \| |
| Arbitro:                                       | Hansen (Oslo) |               |       |                                                              |

| Arbitro: | Moen (Lillestrøm) |

|                |           |                                |
| Herrem 1’, 45’ | Marcatori | 14’ (rig.) Khalili 57’ Skartun |

| Arbitro: | Gjermshus (Oslo) |

|  |           |                        |
|  | Marcatori | 7’ Herrem 86’ Stueland |

| Arbitro: | Jonsson Trædal (Oslo) |

|                                                 |           |                        |
| Soltvedt 9’, 39’ Leikvoll Moberg 38’ Herrem 42’ | Marcatori | 50’ Pawlik 76’ Solberg |

| Arbitro: | Moen (Lillestrøm) |

|                       |           |  |
| Larsen 17’ Vallés 78’ | Marcatori |  |

| Arbitro: | Følstad Skarsem (Trondheim) |

|                                   |           |  |
| Herrem 35’, 53’ Ueland 67’ (rig.) | Marcatori |  |

| Arbitro: | Hansen (Oslo) |

|                     |           |                |
| Økland 38’ Diop 81’ | Marcatori | 90’ Stephensen |

| Arbitro: | Jonsson Trædal (Oslo) |

|             |           |            |
| Lerpold 90’ | Marcatori | 75’ Stokke |

| Arbitro: | Haugen (Rælingen) |

|                              |           |  |
| Ueland 9’ (aut.) Gauseth 57’ | Marcatori |  |

| Arbitro: | Saggi (Drammen) |

|                                              |           |                        |
| Rolandsen 27’ (aut.) Herrem 46’ Soltvedt 71’ | Marcatori | 23’ (aut.) Hammersland |

| Arbitro: | Moen (Lillestrøm) |

|                            |           |  |
| Moltu 7’, 32’ Kallevåg 25’ | Marcatori |  |

| Arbitro: | Hansen (Oslo) |

|            |           |               |
| Herrem 90’ | Marcatori | 58’ Brochmann |

#### Girone di ritorno
| Arbitro: | Smehus Kringstad (Oslo) |

|                 |           |  |
| Herrem 47’, 66’ | Marcatori |  |

| Arbitro: | Jonsson Trædal (Oslo) |

|                    |           |  |
| Moldskred 58’, 90’ | Marcatori |  |

| Ulset 31 luglio 2016, ore 18:00 18ª giornata | Åsane                       | 0 – 0 referto | KFUM Oslo | Myrdal Gress (474 spett.)\| Arbitro: \| Følstad Skarsem (Trondheim) \| |
| Arbitro:                                     | Følstad Skarsem (Trondheim) |               |           |                                                                        |

| Arbitro: | Trædal (Oslo) |

|                 |           |                         |
| Henningsson 83’ | Marcatori | 2’ Myrkaskog 58’ Ueland |

| Arbitro: | Smehus Kringstad (Oslo) |

|                   |           |                                             |
| Herrem 50’ (rig.) | Marcatori | 11’, 81’ Boye 21’ Sælid Sell 90’ Midtgarden |

| Arbitro: | Hansen (Oslo) |

|              |           |  |
| Krogstad 14’ | Marcatori |  |

| Arbitro: | Moen (Oslo) |

|                                                    |           |                                   |
| Begby 23’ Pallesen Knudsen 30’ (aut.) Kapidžić 85’ | Marcatori | 12’ Pallesen Knudsen 89’ Soltvedt |

| Arbitro: | Saggi (Drammen) |

|            |           |            |
| Herrem 67’ | Marcatori | 16’ Mjelde |

| Arbitro: | Borgersen (Oslo) |

|                        |           |  |
| Hagen 23’ Andersen 88’ | Marcatori |  |

| Arbitro: | Haugen (Rælingen) |

|            |           |              |
| Herrem 54’ | Marcatori | 63’ Kallevåg |

| Arbitro: | Jonsson Trædal (Oslo) |

|                                                 |           |              |
| Ajeti 43’ Helle 52’ Pallesen Knudsen 85’ (aut.) | Marcatori | 90’ Soltvedt |

| Arbitro: | Aslam |

|                           |           |  |
| Hammersland 6’ Nygard 14’ | Marcatori |  |

| Arbitro: | Hansen Grøtta |

|            |           |  |
| Stokke 36’ | Marcatori |  |

| Arbitro: | Moen (Oslo) |

|                 |           |  |
| Hammersland 70’ | Marcatori |  |

| Arbitro: | Haugen (Rælingen) |

|                 |           |               |
| Reginiussen 37’ | Marcatori | 44’ Myrkaskog |

### Norgesmesterskapet
| Tertnes 13 aprile 2016, ore 18:00 Primo turno                                                      | Tertnes   | 0 – 5 referto                                                    | Åsane | Åstveit Idrettspark (300 spett.) |
| \| \| \| \| \| \| Marcatori \| 10’, 31’ Lerpold 39’ (aut.) Vindal 44’ Aase 84’ (rig.) Wåge Raum \| |           |                                                                  |       |                                  |
| |           |                                                                  |       |                                  |
| | Marcatori | 10’, 31’ Lerpold 39’ (aut.) Vindal 44’ Aase 84’ (rig.) Wåge Raum |       |                                  |

| Lysekloster 27 aprile 2016, ore 18:00 Secondo turno                                                                                            | Lysekloster | 3 – 6 (d.t.s.) referto                                             | Åsane | Lysekloster Framo Idrettspark (582 spett.) |
| \| \| \| \| \| Nysæther 39’ Gaustad 51’ Steen Sæthre 71’ \| Marcatori \| 74’ Stephensen 77’ Soltvedt 90’, 96’, 105’ Herrem 118’ Hammersland \| |             |                                                                    |       |                                            |
| |             |                                                                    |       |                                            |
| Nysæther 39’ Gaustad 51’ Steen Sæthre 71’ | Marcatori   | 74’ Stephensen 77’ Soltvedt 90’, 96’, 105’ Herrem 118’ Hammersland |       |                                            |

| Arbitro: | Hobber Nilsen (Oslo) |

|            |           |                                                 |
| Herrem 20’ | Marcatori | 25’ (rig.) Kiss 29’, 49’ Karikari 42’ Agdestein |

## Statistiche

### Statistiche di squadra
| Competizione       | Punti | In casa | In casa | In casa | In casa | In casa | In casa | In trasferta | In trasferta | In trasferta | In trasferta | In trasferta | In trasferta | Totale | Totale | Totale | Totale | Totale | Totale | DR |
| Competizione       | Punti | G       | V       | N       | P       | Gf      | Gs      | G            | V            | N            | P            | Gf           | Gs           | G      | V      | N      | P      | Gf     | Gs     | DR |
| ------------------ | ----- | ------- | ------- | ------- | ------- | ------- | ------- | ------------ | ------------ | ------------ | ------------ | ------------ | ------------ | ------ | ------ | ------ | ------ | ------ | ------ | -- |
| 1. divisjon        | 38    | 15      | 7       | 6       | 2       | 25      | 14      | 15           | 3            | 2            | 10           | 11           | 23           | 30     | 10     | 8      | 12     | 36     | 37     | -1 |
| Norgesmesterskapet | -     | 1       | 0       | 0       | 1       | 1       | 4       | 2            | 2            | 0            | 0            | 11           | 3            | 3      | 2      | 0      | 1      | 12     | 7      | +5 |
| Totale             | -     | 16      | 7       | 6       | 3       | 26      | 18      | 17           | 5            | 2            | 10           | 22           | 26           | 33     | 12     | 8      | 13     | 48     | 44     | +4 |

### Andamento in campionato
| Giornata  | 1 | 2 | 3 | 4 | 5 | 6 | 7 | 8 | 9 | 10 | 11 | 12 | 13 | 14 | 15 | 16 | 17 | 18 | 19 | 20 | 21 | 22 | 23 | 24 | 25 | 26 | 27 | 28 | 29 | 30 |
| --------- | - | - | - | - | - | - | - | - | - | -- | -- | -- | -- | -- | -- | -- | -- | -- | -- | -- | -- | -- | -- | -- | -- | -- | -- | -- | -- | -- |
| Luogo     | C | T | C | T | C | T | C | T | C | T  | C  | T  | C  | T  | C  | C  | T  | C  | T  | C  | T  | T  | C  | T  | C  | T  | C  | T  | C  | T  |
| Risultato | V | V | P | N | N | V | V | P | V | P  | N  | P  | V  | P  | N  | V  | P  | N  | V  | P  | P  | P  | N  | P  | N  | P  | V  | P  | V  | N  |
| Posizione | 2 | 1 | 2 | 4 | 6 | 5 | 4 | 4 | 4 | 5  | 4  | 6  | 5  | 5  | 6  | 5  | 6  | 8  | 6  | 9  | 9  | 9  | 9  | 9  | 9  | 9  | 9  | 10 | 10 | 10 |

Fonte:  OBOS-ligaen 2016, su altomfotball.no, Altomfotball. URL consultato il 1º aprile 2016 (archiviato dall'url originale il 12 marzo 2016).
Legenda:

Luogo: C = Casa; T = Trasferta. Risultato: V = Vittoria; N = Pareggio; P = Sconfitta.

### Statistiche dei giocatori
| Giocatore                | 1. divisjon | 1. divisjon | 1. divisjon | 1. divisjon | Norgesmesterskapet | Norgesmesterskapet | Norgesmesterskapet | Norgesmesterskapet | Coppe europee | Coppe europee | Coppe europee | Coppe europee | Altre coppe | Altre coppe | Altre coppe | Altre coppe | Totale   | Totale | Totale      | Totale     |
| Giocatore                | Presenze    | Reti        | Ammonizioni | Espulsioni  | Presenze           | Reti               | Ammonizioni        | Espulsioni         | Presenze      | Reti          | Ammonizioni   | Espulsioni    | Presenze    | Reti        | Ammonizioni | Espulsioni  | Presenze | Reti   | Ammonizioni | Espulsioni |
| ------------------------ | ----------- | ----------- | ----------- | ----------- | ------------------ | ------------------ | ------------------ | ------------------ | ------------- | ------------- | ------------- | ------------- | ----------- | ----------- | ----------- | ----------- | -------- | ------ | ----------- | ---------- |
| P. Aase                  | 1           | 0           | 0           | 0           | 2                  | 1                  | 0                  | 0                  |               |               |               |               |             |             |             |             | 3        | 1      | 0           | 0          |
| S. Austevoll             | 18          | 0           | 1           | 0           | 3                  | 0                  | 0                  | 0                  |               |               |               |               |             |             |             |             | 21       | 0      | 1           | 0          |
| S. Bjørshol              | 7           | 0           | 0           | 0           | -                  | -                  | -                  | -                  |               |               |               |               |             |             |             |             | 7        | 0      | 0           | 0          |
| K. Duré                  | 0           | 0           | 0           | 0           | 0                  | 0                  | 0                  | 0                  |               |               |               |               |             |             |             |             | 0        | 0      | 0           | 0          |
| M. Hagen                 | 7           | 0           | 3           | 0           | -                  | -                  | -                  | -                  |               |               |               |               |             |             |             |             | 7        | 0      | 3           | 0          |
| S. Hagos                 | 26          | 2           | 4           | 0           | 1                  | 0                  | 1                  | 0                  |               |               |               |               |             |             |             |             | 27       | 2      | 5           | 0          |
| J. Hammersland           | 30          | 3           | 0           | 0           | 2                  | 1                  | 0                  | 0                  |               |               |               |               |             |             |             |             | 32       | 4      | 0           | 0          |
| S. Hatlebrekke           | 0           | 0           | 0           | 0           | 1                  | 0                  | 0                  | 0                  |               |               |               |               |             |             |             |             | 1        | 0      | 0           | 0          |
| G. Herrem                | 22          | 14          | 2           | 0           | 2                  | 4                  | 0                  | 0                  |               |               |               |               |             |             |             |             | 24       | 18     | 2           | 0          |
| S. Lassen                | 18          | 0           | 1           | 1           | 2                  | 0                  | 0                  | 0                  |               |               |               |               |             |             |             |             | 20       | 0      | 1           | 1          |
| V. Leikvoll Moberg       | 16          | 1           | 4           | 0           | 2                  | 0                  | 0                  | 0                  |               |               |               |               |             |             |             |             | 18       | 1      | 4           | 0          |
| N. Lerpold               | 10          | 1           | 1           | 0           | 2                  | 2                  | 0                  | 0                  |               |               |               |               |             |             |             |             | 12       | 3      | 1           | 0          |
| F. Mohammed              | 9           | 0           | 3           | 1           | -                  | -                  | -                  | -                  |               |               |               |               |             |             |             |             | 9        | 0      | 3           | 1          |
| Ø. Myrkaskog             | 12          | 2           | 2           | 0           | -                  | -                  | -                  | -                  |               |               |               |               |             |             |             |             | 12       | 2      | 2           | 0          |
| M. Nybakken Bruun-Hansen | 1           | 0           | 0           | 0           | 0                  | 0                  | 0                  | 0                  |               |               |               |               |             |             |             |             | 1        | 0      | 0           | 0          |
| S. Nygard                | 25          | 1           | 2           | 1           | 2                  | 0                  | 0                  | 0                  |               |               |               |               |             |             |             |             | 27       | 1      | 2           | 1          |
| O. Opsvik                | 0           | 0           | 0           | 0           | 0                  | 0                  | 0                  | 0                  |               |               |               |               |             |             |             |             | 0        | 0      | 0           | 0          |
| E. Østgaard              | 26          | -28         | 0           | 0           | 1                  | -4                 | 0                  | 0                  |               |               |               |               |             |             |             |             | 27       | -32    | 0           | 0          |
| F. Pallesen Knudsen      | 28          | 1           | 4           | 0           | 1                  | 0                  | 0                  | 1                  |               |               |               |               |             |             |             |             | 29       | 1      | 4           | 1          |
| R. Peiponen              | 14          | 0           | 5           | 0           | 1                  | 0                  | 0                  | 0                  |               |               |               |               |             |             |             |             | 15       | 0      | 5           | 0          |
| M. Raum                  | 2           | 0           | 0           | 0           | 1                  | 1                  | 0                  | 0                  |               |               |               |               |             |             |             |             | 3        | 1      | 0           | 0          |
| M. Songve                | 21          | 0           | 1           | 0           | 2                  | 0                  | 1                  | 0                  |               |               |               |               |             |             |             |             | 23       | 0      | 2           | 0          |
| J. Soltvedt              | 27          | 6           | 1           | 0           | 3                  | 1                  | 0                  | 0                  |               |               |               |               |             |             |             |             | 30       | 7      | 1           | 0          |
| A. Søreide               | 1           | -2          | 0           | 0           | 2                  | -3                 | 0                  | 0                  |               |               |               |               |             |             |             |             | 3        | -5     | 0           | 0          |
| K. Stephensen            | 29          | 1           | 3           | 0           | 2                  | 1                  | 0                  | 0                  |               |               |               |               |             |             |             |             | 31       | 2      | 3           | 0          |
| M. Stueland              | 5           | 1           | 0           | 0           | 2                  | 0                  | 0                  | 0                  |               |               |               |               |             |             |             |             | 7        | 1      | 0           | 0          |
| M. Ueland                | 28          | 2           | 6           | 0           | 1                  | 0                  | 0                  | 0                  |               |               |               |               |             |             |             |             | 29       | 2      | 6           | 0          |
| A. Wichne                | 0           | -0          | 0           | 0           | -                  | -                  | -                  | -                  |               |               |               |               |             |             |             |             | 0        | 0      | 0           | 0          |
| J. Wiik                  | 0           | 0           | 0           | 0           | 2                  | 0                  | 0                  | 0                  |               |               |               |               |             |             |             |             | 2        | 0      | 0           | 0          |
| E. Wollen Steen          | 29          | 0           | 0           | 0           | 2                  | 0                  | 1                  | 0                  |               |               |               |               |             |             |             |             | 31       | 0      | 1           | 0          |